# Maratus michaelseni
Maratus michaelseni — вид павуків родини павуків-стрибунів (Salticidae).

## Поширення
Ендемік Австралії.

## Опис
Самці сягають завдовжки до 5 мм, самиці — 5-6 мм.

## Спосіб життя
Цей досить рухливий вид. Його можна зустріти на різних відкритих поверхнях.